# Ingersoll Rand
Ingersoll Rand (NYSE: IR) er et amerikansk multinationalt industriselskab. Ingersold Rand blev etableret i 2020 ved et spin-off af industri-segmentet i Ingersoll-Rand plc (der i dag kendes som Trane Technologies) og en samtidig fusion med Gardner Denver. Deres produkter sælger under 40 mærker på alle væsentlige markeder.
Ingersoll Rand er inddelt i to segmenter: Industriteknologi & service; samt Præcisions- og videnskabelig teknologi.